# Syrrhopodon obtusus
Syrrhopodon obtusus là một loài rêu trong họ Calymperaceae. Loài này được Brid. Schwägr. mô tả khoa học đầu tiên năm 1827.